# Спасское (Юрьев-Польский район)
Спасское — село в Юрьев-Польском районе Владимирской области России, входит в состав Симского сельского поселения.

## География
Село расположено в 10 км на юго-запад центра поселения села Сима и в 28 км на северо-запад от райцентра города Юрьев-Польский.

## История
В XVII веке село Спасское было дворцовым селом. В нём стояла деревянная церковь во имя Воскресения Словущего. В книгах патриаршего казённого приказа под 1654 годом она записана: «Церковь Воскресение Христово в государевом дворцовом селе Симе в приселке Спасском на роднике дани двадцать восемь алтын две деньги, десятильнича гривна». В XVIII веке Спасское принадлежало князьям Голицыным, один из них в 1766 году вместо ветхой деревянной построил каменную церковь с каменной же колокольней. Эта церковь существует до настоящего времени. Престол в ней один – в честь Преображения Господня. В селе Спасском в конце XIX века было 38 дворов, 140 душ мужского пола, 187 душ женского.
В конце XIX — начале XX века село входило в состав Симской волости Юрьевского уезда.
С 1929 года село входило в состав Добрынского сельсовета Юрьев-Польского района, с 1965 года — в составе Матвейщивского сельсовета.

## Население
| 1859 |
| ---- |
| 336  |

| 1859 | 1905 | 2002 | 2010 | 2021 |
| ---- | ---- | ---- | ---- | ---- |
| 336  | ↗346 | ↗366 | ↘300 | ↗305 |

## Достопримечательности
В селе находится действующая Церковь Спаса Преображения (1766).